# Lysandra
Lysandra — рід денних метеликів родини синявцевих (Lycaenidae). Включає 17 видів.

## Поширення
Рід Lysandra є виключно палеарктичним: він представлений у Європі, Північній Африці та західній половині Азії, з двома основними центрами біорізноманіття на Піренейському півострові та на Близькому Сході.

## Систематика
Рід Lysandra був описаний британським ентомологом Артуром Френсісом Геммінгом у 1933 році. Типовим видом для роду є Papilio coridon Poda, 1761.
Рід Lysandra класифікується як родина Lycaenidae, підродина Polyommatinae і триба Polyommatini. Багато останніх авторів трактують Lysandra як підрід роду Polyommatus. Проте молекулярно-філогенетичні дослідження привели до реабілітації його як окремого роду. Таким чином, Lysandra виглядає як сестринська група клади, що об'єднує роди Neolysandra та Polyommatus.

## Види
Включає такі види:
- Lysandra albicans (Gerhard, 1851)
- Lysandra apennina (Zeller, 1847)
- Lysandra arzanovi (Stradomsky & Shchurov, 2005)
- Lysandra bellargus (Rottemburg, 1775)
- Lysandra caelestissima (Verity, 1921)
- Lysandra caucasica (Lederer, 1870)
- Lysandra coridon (Poda, 1761)
- Lysandra corydonius (Herrich-Schäffer, [1852])
- Lysandra dezina de Freina & Witt, 1983
- Lysandra gennargenti Leigheb, 1987
- Lysandra hispana (Herrich-Schäffer, [1851])
- Lysandra melamarina Dantchenko, 2000
- Lysandra nufrellensis Schurian, 1977
- Lysandra ossmar (Gerhard, 1851)
- Lysandra punctifera (Oberthür, 1876)
- Lysandra sheikh Dantchenko, 2000
- Lysandra syriaca (Tutt, 1914)